# Texcatzongo
Texcatzongo är en ort i Mexiko.   Den ligger i kommunen Tepeapulco och delstaten Hidalgo, i den sydöstra delen av landet, 80 km nordost om huvudstaden Mexico City. Texcatzongo ligger 2 592 meter över havet och antalet invånare är 239.
Terrängen runt Texcatzongo är kuperad, och sluttar söderut. Runt Texcatzongo är det ganska tätbefolkat, med 104 invånare per kvadratkilometer. Närmaste större samhälle är Ciudad Sahagun, 7,5 km väster om Texcatzongo. Trakten runt Texcatzongo består till största delen av jordbruksmark.